# Lease (overeenkomst)
Lease of leasing is een vorm van krediet waarbij de kredietverstrekker of lessor een goed aankoopt en dit gedurende een vooraf overeengekomen termijn en tegen een vaste vergoeding ter beschikking stelt van de kredietnemer of lessee. De lessor kan zich in deze activiteit specialiseren (zoals bij het leasen van auto's) of kan een leasingcontract afsluiten bij wijze van belegging op vraag van de lessee (in dat geval gaat het vaak om bedrijfsmiddelen met zeer grote waarde zoals vliegtuigen, treinen, kantoorgebouwen, installaties).
De lessor blijft in elk geval juridisch eigenaar van de geleasete goederen. 
In de strikte betekenis van het begrip lease bevat een contract een koopoptie die de lessee de kans geeft om, zonder verplichting, tegen een bij het afsluiten van het contract vastgelegde prijs (de 'residuwaarde'), aan het einde van het traject de geleasete uitrusting te kopen. 

## Verschil met huur en huurkoop
Is een koopoptie niet voorzien dan gaat het hetzij om een huurcontract (waarbij de eigendom ook aan het einde niet overgaat van lessor naar lessee), hetzij om een huurkoopcontract (waarbij de eigendom van rechtswege wordt overgedragen bij het einde).
Aangezien het Engelse to lease zowel het hier beschreven lease-contract als de huurkoop en zelfs de gewone huur omvat is er een ware begripsverwarring zodat het gebruik van de term lease in een contract nauwelijks betekenis heeft.
Bepaalde vormen van lease lijken echter heel veel op huurkoop: een vorm van koop op afbetaling, waarbij de eigendom pas overgaat op de huurkoper wanneer hij de laatste betalingstermijn heeft voldaan. Omdat huurkoop een uitgebreide wettelijke regeling kent is het zeer goed mogelijk dat op een leaseovereenkomst de regels van huurkoop van toepassing zijn. Dat speelde bijvoorbeeld een belangrijke rol in veel rechtszaken die zijn gevoerd over aandelenlease zoals tegen de Frans-Belgische bank Dexia NV.
Ook in zogenaamde 'privé-lease'-contracten is het begrip lease niet op zijn plaats. Zij zijn juridisch onder te brengen onder koop op afbetaling omdat de juridische eigendom van bij het afsluiten van het contract overgedragen wordt naar de koper.

## Varianten
Lease- en huurkoopovereenkomsten kunnen in twee categorieën worden verdeeld: de financiële leasing en de operationele leasing. 

### Financiële leasing
Bij de financiële leasing blijft de kredietverstrekker enkel juridisch eigenaar terwijl het volledige economisch eigendom (het genot, de verzekering, het onderhoud) overgaat op de lessee. De lessor loopt daarbij uiteraard het risico van meer dan normale waardevermindering van het voorwerp door gebrek aan zorgen vanwege de lessee (maar zal zich daartegen proberen in te dekken).

### Operationele leasing
Bij operationele leasing wordt dat risico volledig vermeden omdat de lessor een deel van het economische eigendom behoudt door zelf in te staan voor het onderhoud van het voorwerp. De lessee krijgt het genot van het goed en het risico ligt nu aan zijn kant: een vermindering van het genoten voordeel door gebrek aan zorgen van de lessor. Maar ook daarvoor kunnen clausules van schadevergoeding ingebouwd worden.

### Technolease
In 1993 verkocht Philips een deel van haar octrooien en licenties (met toestemming van het toenmalige kabinet-Kok I) aan de Rabobank. Door de verkoop van de knowhow kreeg Philips, die met financiële problemen kampten, een forse geldsom. De rechten werden in hetzelfde contract in exclusieve huur van de bank teruggenomen. De Rabobank mocht op de octrooien en licenties afschrijven en dat drukte de winst van de bank naar beneden, waardoor er minder vennootschapsbelasting behoefde te worden afgedragen. In 1994 werd een vergelijkbare transactie gedaan tussen de bank en vliegtuigbouwer Fokker. Deze transactie had een waarde van 412 miljoen gulden.

### Grensoverschrijdende lease
Wanneer lessor en lessee gevestigd zijn in verschillende landen bestaat de mogelijkheid om de lease zo op te bouwen dat de lease maximaal voordeel haalt uit de verschillen in de fiscale wetgeving die van toepassing is in de beide landen. Deze lease waarbij de fiscale winst tussen de beide contractanten wordt verdeeld wordt cross-border lease genoemd. 
De Belgische spoorwegen (NMBS) en de Nederlandse spoorwegen deden dit aan het einde van de twintigste eeuw bijvoorbeeld voor een groot deel van de treinen. Een aantal gemeenten volgde hun voorbeeld met de rioleringen en de hogere overheden gebruiken de techniek voor overheidsgebouwen. De techniek is omstreden omdat experts van oordeel zijn dat de overheid op het einde van het verhaal meer zal betalen dan mocht het (on)roerend goed in eigen beheer gebleven zijn.
Een lease waarbij meerdere EU-landen betrokken zijn wordt intracommunautaire Lease genoemd.

## Sale-and-leaseback
Sinds enkele tientallen jaren is sale-and-leaseback een variant van leasing die opgeld maakt. Daarbij verkoopt de (kredietbehoevende) eigenaar van bedrijfsmiddelen of gebouwen deze aan een investeerder/belegger en sluit daarmee onmiddellijk een lease-contract af. De investeerder wordt (financieel of operationeel) lessor, de ex-eigenaar wordt lessee. 

## Boekhoudkundige verwerking
Op 1 januari 2019 zijn de internationale regels voor de financiële verantwoording van de leases in de boekhouding veranderd. Per die datum trad IFRS 16 in werking. Voor 1 januari 2019 waren de financiële consequenties van lease overeenkomsten voor de lessee nauwelijks terug te vinden op de balans, in de resultatenrekening werden de jaarlijkse betalingen wel als kosten opgenomen.
Na 1 januari 2019 is de lessee verplicht de contante waarde van alle toekomstige leasebetalingen op te nemen als een schuld op de balans. Aan de debetzijde van de balans komt de waarde van het geleaste productiemiddel te staan. Dit heeft tot gevolg dat het balanstotaal, als gevolg van deze verandering, toeneemt. Het eigen vermogen blijft ongewijzigd waardoor de solvabiliteit veelal verslechtert. Voor de resultatenrekening wordt de jaarlijkse leasebetaling gesplitst in een afschrijvings- en interestdeel. Dit heeft tot gevolg dat het resultaat voor interest, belastingen en afschrijvingen (EBITDA) stijgt. In de oude situatie drukte de leasebetaling de EBITDA naar beneden, maar deze post vervalt en daar staan stijgingen tegenover voor de afschrijvings- en interestkosten, die pas na de berekening van de EBITDA een rol gaan spelen. Ondanks de verschuiving van deze posten op de resultatenrekening zal het gevolg voor de nettowinst beperkt zijn.
VoorbeeldWizz Air is een lagekostenvliegmaatschappij en heeft geen vliegtuigen in eigendom, maar least alle toestellen. Voor de introductie van IFRS 16 was het balanstotaal per jaareinde 2019 zo'n 1,5 miljard euro, waarvan 0,7 miljard aan kapitaalgoederen (plant, property and equipment) aan de debetzijde. Na de verwerking van IFRS 16 steeg het balanstotaal naar 3,0 miljard euro en de post kapitaalgoederen nam met 1,3 miljard toe tot 2,0 miljard. Aan de creditzijde van de balans nam de post schulden sterk toe. Op de resultatenrekening 2019 stond 326 miljoen aan leasekosten (rentals), voor 93 miljoen aan afschrijvingskosten en 4 miljoen aan rentekosten. Aangepast voor ISFR 16 verdween de hele post leasekosten, en stegen de afschrijvingskosten naar 335 miljoen euro en de rentekosten naar 94 miljoen euro.